# María Teresa León
María Teresa León (n. 31 octombrie 1903 – d. 13 decembrie 1988) a fost o scriitoare spaniolă, activistă și ambasadoare culturală. Născut în Logroño, ea a fost nepoata scriitoarei și militantei feministe spaniole María Goyri (soția lui Ramón Menéndez Pidal). A fost căsătorită cu poetul spaniol Rafael Alberti. Ea a scris mai multe articole în ziarul Diario de Burgos și a publicat cărțile pentru copii Cuentos para soñar și La bella del mal amor.

## Viața
Fiica lui Angel León, colonel în armata spaniolă, María Teresa a crescut într-o casă bogată și plină de cărți și care era în mod constant în mișcare. A locuit la Madrid, Barcelona și Burgos, citind cărțile scrise de Victor Hugo, Alexandre Dumas și Benito Pérez Galdós. Datorită naturii itinerante a carierei tatălui ei, nomadismul a avut un impact profund asupra vieții sale. Mama ei, Oliva Goyri, o femeie neconvențională pentru acele vremuri, a trimis-o să studieze la Institución Libre de Enseñanza, unde preda mătușa ei, María Goyri. Ea a obținut o licență în filosofie și litere.
În 1920, pe când avea șaisprezece ani, s-a căsătorit cu Gonzalo de Sebastián Alfaro și a avut doi fii, Gonzalo (n. 1921) și Enrique (n. 1925). Căsătoria nu a durat, ea a pierdut custodia celor doi copii și s-a mutat la casa familiei ei din Burgos. Acolo ea a început să contribuie cu articole pentru Diario de Burgos despre evenimente curente, cultură și drepturile femeilor. Ea a scris sub pseudonimul Isabel Inghirami, eroina din Forse che sì, forse che no de Gabriele d'Annunzio. Ea a făcut prima vizită în Argentina în 1928. În 1929 s-a întâlnit cu poetul Rafael Alberti, care avea să devină tovarășul ei de viață. Ei s-au căsătorit în cadrul unei ceremonii civile în Mallorca în 1932. În acel an Patronato del Centro para Ampliación de Estudios i-a oferit o bursă pentru a studia mișcarea teatrală europeană. Ea a călătorit la Berlin, în Belgia, Danemarca, Olanda, Norvegia și Uniunea Sovietică, unde s-a întâlnit cu așa-numiții „scriitori revoluționari” și scriind o duzină de articole care au fost publicate în El Heraldo de Madrid.
În 1933 María și Alberti au fondat revista Octubre, iar ea s-a întors în 1934 în Uniunea Sovietică pentru a participa la „Primul congres al scriitorilor sovietici”, unde i-a întâlnit printre alții pe Maxim Gorki, André Malraux și Erwin Piscator. Mai târziu, în același an, ea a mers în Statele Unite ale Americii pentru a strânge fonduri pentru muncitorii afectați de revoltă minerilor asturieni din octombrie 1934, care s-a transformat curând într-o insurecție armată împotriva guvernului spaniol care s-a încheiat cu moartea a 2.000 de persoane, inclusiv preoți, mineri și militari. Acest răspuns a condus în cele din urmă la formarea unei coaliții de stânga care a stat la baza creării Frontului Popular.

## Războiul Civil Spaniol
María și Rafael se aflau la Ibiza în 18 iulie 1936, tunci când a izbucnit Războiul Civil Spaniol. S-au întors la Madrid, unde ea a devenit secretară a Alianței Scriitorilor Antifasciști și a fondat revista El mono azul care a apărut la 27 august 1936. Printre colaboratorii revistei s-au aflat Manuel Altolaguirre, Antonio Aparicio, Vicente Aleixandre, José Bergamin, Luis Cernuda, Antonio Machado, Ramón J. Sender, Lorenzo Varela, María Zambrano și mulți scriitori nespanioli precum John Dos Passos, Vicente Huidobro, André Malraux și Pablo Neruda. Au apărut 47 de numere ale revistei, pe aproape întreaga perioadă a războiului civil. 
Ea a făcut parte din Junta de Defensa y Protección del Tesoro Artístico Nacional (Consiliul de Apărare și Protecție a Patrimoniului Artistic Național), care a salvat operele de artă de la Museo del Prado, Palacio Real, Palacio Liria și de la El Escorial de bombardamentele aeriene din timpul războiului. Operele de artă au fost depozitate la început la Prado, dar după ce Prado a fost lovit de nouă bombe la sfârșitul lunii noiembrie, María, împreună cu soțul ei Rafael, a organizat evacuarea muzeului la 3 decembrie, cu un convoi de camioane camuflate într-o locație sigură din Valencia. Rafael a scris mai târziu Noche de guerra en el Museo del Prado (Nopate de război în Muzeul Prado), o piesă de teatru în care personajele din tablourile lui Goya reveneau la viață pentru a apăra orașul asediat Madrid. Piesa a avut premiera la Piccolo Theatre din Roma în 1973 și la Teatro María Guerrero din Madrid în 1977.

## Exilul (1939–1977)
După înfrângerea republicanilor ei au fugit la Paris prin Oran. Au trăit în Paris până la sfârșitul anului 1940, lucrând ca traducători pentru radio-ul francez și crainici pentru emisiunile Paris-Mondial din America Latină. După ocuparea Franței de către germani au călătorit pe mare de la Marseille la Buenos Aires pe vasul SS Mendoza unde s-au întâlnit cu alte mii de spanioli care au fost forțați să-și părăsească țara. Aici ea a folosit exilul în avantajul ei pentru a-și critica țara și a evita cenzura franchistă. În 1941 María a născut-o pe fiica lor, poeta Aitana. În timpul anilor 1940 și 1950, ea a organizat lecturi din operele ei în folosul victimelor nazismului sau a muncitorilor greviști din Argentina; multe dintre ele au fost organizate în colaborare cu soprana Isa Kremer, care a cântat la aceste întâlniri. 
Odată cu alegerea ca președinte a lui Juan Perón cenzura politică și artistică i-a făcut viața din ce în ce mai dificilă în Argentina și în 1963, după o ședere de 23 de ani în Buenos Aires, s-au mutat la Roma. La 27 aprilie 1977 s-au întors în Spania după aproape treizeci și opt ani de exil. María, cu toate acestea, suferea de maladia Alzheimer și nu a putut să-și recunoască nici măcar pe cei mai apropiați prieteni. Ea a petrecut ultimii săi ani de viață într-un sanatoriu montan din apropierea Madridului. A murit la 13 decembrie 1988 și este înmormântată în cimitirul de la Majadahonda, aflat în apropiere de Madrid. Pe piatra ei funerară se află cuvintele scrise de către soțul ei: „Esta mañana, amor, tenemos veinte años” (În această dimineață, iubito, avem douăzeci de ani). María Teresa León i-a iubit întotdeauna pe Gonzalo și Enrique, primii ei copii. În viața ei a suferit de pe urma separărilor produse de cele două exiluri: primul față de copiii ei și apoi de țara sa.

## Scrieri
Volume de povestiri:
- Cuentos para soñar (1928, dedicat fiului ei cel mai mare, Gonzalo)
- Le bella del mal amor (1930)
- Rosa-Fría, patinadora de la luna (1934)
- Tales from Contemporary Spain (1935)
- Morirás lejos (1942)
- Fábulas del tiempo amargo (1962)

Romane:
- Contra viento y marea (1941)
- El gran amor de Gustavo Adolfo Bécquer (1946)
- Don Rodrigo Díaz de Vivar, el Cid Campeador (1954)
- Juego limpio (1954)
- Menesteos, marinero de abril (1965)
- Doña Jimena Díaz de Vivar (1968)
- Cervantes, El soldado que nos enseñó a hablar (1978)

Non-Ficțiune:
- La historia tiene la palabra (1944)
- Sonríe China (1958)
- Memoria de la Melancolía (1977) - autobiografie

Piese de teatru:
- Huelga en el Puerto (1933)
- La liberdad en el tejado (scrisă în exil și publicată în 1989)

Scenarii:
- Los ojos más bellos del mundo (1943)
- La dama duende (1945)
- Nuestro hogar de cada día (1958, pentru radio)

Traduceri:
- Mihail Sadoveanu: El Hacha (conține traducerea romanelor Baltagul și Nopțile de Sânziene) (Seijos y Goyanarte, Buenos-Aires, 1964)
- Liviu Rebreanu: El bosque de los ahorcados (Pădurea spânzuraților) (Losada, Buenos-Aires, 1967; reeditată de Editorial de Arte y Literatura din Havana în 1975) - împreună cu Rafael Alberti